# Geneviève Rault
Geneviève Rault (Lebensdaten unbekannt) war eine französische Porzellankünstlerin, die in der Manufacture Nationale de Porcelaine de Sèvres tätig war.

## Leben und Rezeption
Über Geneviève Raults Leben ist wenig bekannt. Als gesichert gilt, dass sie von 1896 bis 1915 in Sèvres tätig war. Hier traten um 1900 einige Frauen auch namentlich als Entwerferinnen hervor. Sie können durch die in Katalogen und Dokumenten verwendeten Kürzel Mlle (Mademoiselle) und Mme (Madame) identifiziert werden. Rault entwarf, soweit bekannt, florale Dekore für Vasen und andere Porzellangegenstände. Höhepunkt ihrer Karriere war die Pariser Weltausstellung 1900, wo einige ihrer Werke gezeigt wurden. Der Direktor der Manufaktur, Émile Baumgart, gab einen Katalog heraus, in dem sieben nach Raults Design dekorierte Vasen abgebildet waren. Ein Entwurf von Geneviève Rault wurde im Katalog an erster Stelle der bedeutenden Arbeiten genannt. Im Zuge der Weltausstellung wurden ihre Arbeiten in internationalen Kunstzeitschriften in Deutschland und England besprochen.

## Stil
Raults Stil könnte der Strömung des Art Nouveau zugeschrieben werden. Sie nutzte Blüten und Pflanzen als Vorlage, die sie zu ornamentalen Fantasiedekoren anordnete.
Rault bevorzugt einfache, auf den ersten Blick unspektakuläre Pflanzen wie Margerite, Johanniskraut und Gildweiderich, die durch Stilisierung und Rhythmisierung einen beinahe monumentalen Charakter erhalten. [...] Symbolische Chiffren verleihen dem Entwurf eine tiefere Bedeutung: wie in der Vase „du Creuzot“ (Kat. 10), die Margeritenblüten, Symbol für unschuldige Liebe und Natürlichkeit, mit Akazienzweigen, dem Symbol für Beständigkeit, kombiniert.

## Werke

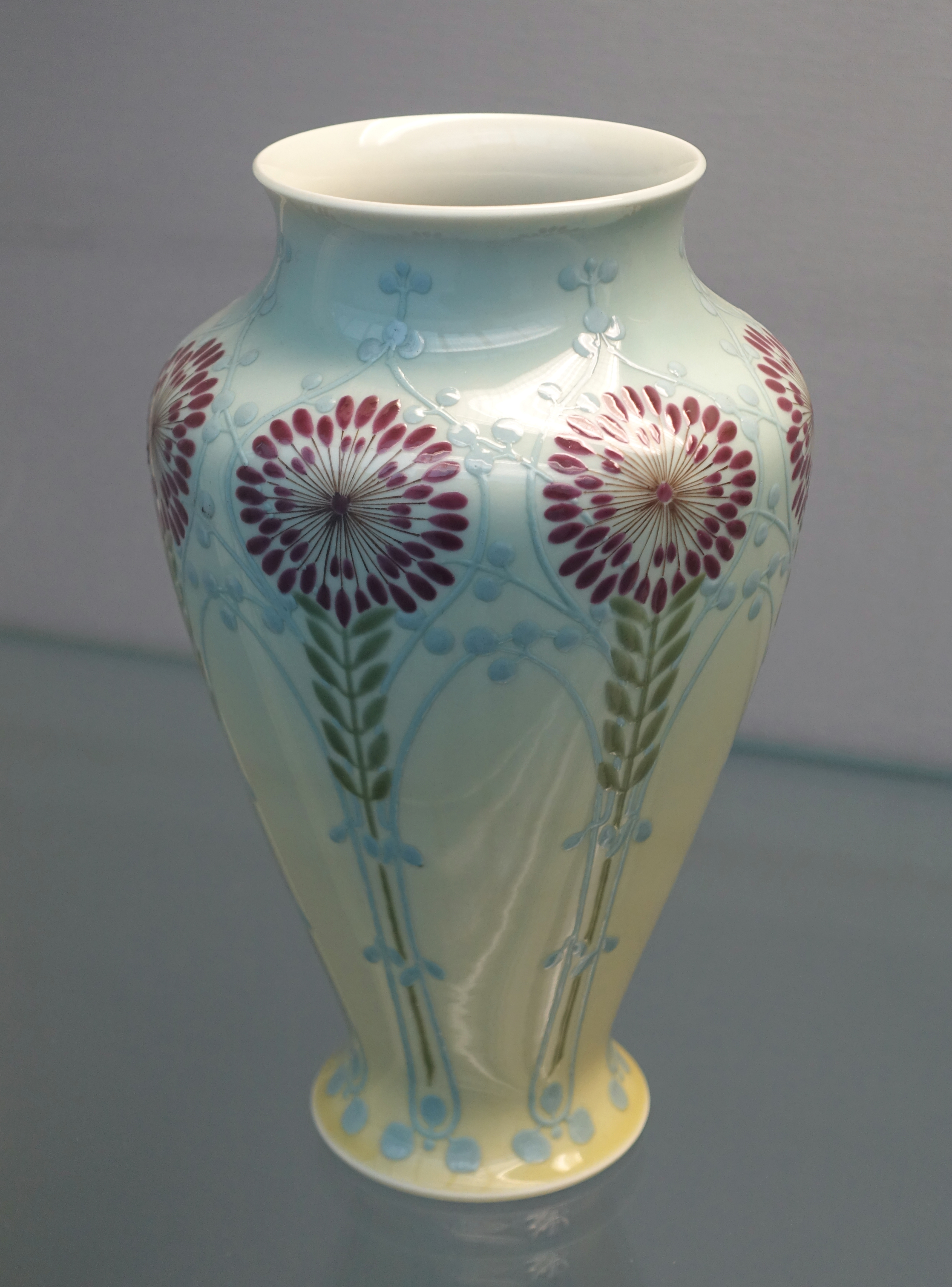
Vase „Gaulois“, Form von Alexandre Sandier, Dekor von Genevieve Rault, Sevres, 1896

Es folgt eine Auflistung der bekannten Werke von Geneviève Rault ohne Anspruch auf Vollständigkeit. Die Vasenformen der Porzellanmanufaktur Sèvres wurden üblicherweise nach berühmten Männern, französischen Provinzstädten oder französischen Kolonialstädten benannt.

### Entwurf des Dekors
- Tasse à café au gui, 1895
- Vase „du Creuzot“, 1897
- Tasse à café et soucoupe au gui, 1889–1899
- Vase „Bourges“, 1898
- Vase „de Choisy“
  - ausgestellt 1900 auf der Pariser Weltausstellung
- Vase „de Bougival“
  - ausgestellt 1900 auf der Pariser Weltausstellung
- Vase „de Dijon“
  - ausgestellt 1900 auf der Pariser Weltausstellung
- Vase „de Chagny“
  - ausgestellt 1900 auf der Pariser Weltausstellung
- Vase „de Chevilly“
  - ausgestellt 1900 auf der Pariser Weltausstellung
- Vase „de Monchanin“
  - ausgestellt 1900 auf der Pariser Weltausstellung
- Vase „de Nesles“, 1904
- Vase „de Chevannes“, 1900–1905
- Vase „Gaulois“, 1906

(Quelle: )

### Entwurf der Form
- Sucrier au Muguet
  - ausgestellt 1900 auf der Pariser WeltausstellungLiter
- Vase „de Chatou“
  - ausgestellt 1900 auf der Pariser Weltausstellung